# Sol Gorss
Sol Gorss est un acteur et cascadeur américain, né le 22 mars 1908 à Cincinnati (Ohio), mort le 10 septembre 1966 à Los Angeles (Californie).

## Filmographie partielle
- 1940 : Une femme dangereuse (They Drive By Night) de Raoul Walsh
- 1941 : La Charge fantastique (They Died with Their Boots On) de Raoul Walsh
- 1942 : L'Homme qui vint dîner (The Man Who Came to Dinner) de William Keighley
- 1943 : The Phantom, de B. Reeves Eason
- 1944 : Femme aimée est toujours jolie (Mr. Skeffington) de Vincent Sherman
- 1944 : Arsenic et Vieilles Dentelles (Arsenic and Old Lace) de Frank Capra
- 1948 : Les Trois Mousquetaires (The Three Musketeers) de George Sidney
- 1950 : Quand la ville dort (The Asphalt Jungle) de John Huston
- 1956 : L'Ultime Razzia (The Killing) de Stanley Kubrick
- 1960 : Spartacus de Stanley Kubrick
- 1960 : Le Grand Sam (North to Alaska) de Henry Hathaway
- 1962 : La Conquête de l'Ouest (How the West Was Won) de Henry Hathaway, John Ford et George Marshall
- 1965 : La Grande Course autour du monde (The Great Race) de Blake Edwards
- 1966 : Batman de Leslie H. Martinson